# Montserrat García Llovera
Montserrat García Llovera (Barcelona, 1957) és una política i tècnic d'administració general de la Diputació de Barcelona, que va ser Delegada del Govern espanyol a Catalunya durant uns mesos a les darreries de 2011.
Llicenciada en Dret per la Universitat de Barcelona i diplomada en Funció Pública per ESADE, és tècnic d'administració general a la Diputació de Barcelona, on va ocupar diferents llocs en les Àrees de Cultura, Esports i Turisme. Ha estat subdirectora general de Programes de Rehabilitació i Sanitat, de Serveis Penitenciaris del Departament de Justícia de la Generalitat de Catalunya i des d'octubre de 2007 fins a octubre de 2011 va ser subdelegada del Govern a la província de Barcelona. L'octubre i de 2011, fou nomenada delegada del Govern a Catalunya en substitució de Joan Rangel, càrrec al qual hi estigué fins a finals de 2011, quan fou substituïda per María de los Llanos de Luna Tobarra.